# 15635 Andrewhager
A 15635 Andrewhager (ideiglenes jelöléssel 2000 JV27) a Naprendszer kisbolygóövében található aszteroida. A LINEAR projekt keretében fedezték fel 2000. május 7-én.